# LGV Interconnexion Est
| TGV Duplex auf der LGV Interconnexion Est |                                                     |                                                                         |                                                                         |
| |                                                     |                                                                         |                                                                         |
| Streckennummer (SNCF): | 226 310 (Coubert–Vémars) 752 100 (Créteil–Moisenay) |                                                                         |                                                                         |
| Streckenlänge: | 57 km                                               |                                                                         |                                                                         |
| Spurweite: | 1435 mm (Normalspur)                                |                                                                         |                                                                         |
| Stromsystem: | 25 kV 50 Hz ~                                       |                                                                         |                                                                         |
| Streckengeschwindigkeit: | 270 km/h                                            |                                                                         |                                                                         |
| |                                                     |                                                                         |                                                                         |
| \| \| \| LGV Nord von Lille/Calais-Fréthun \| \| \| \| 14,1 0,0 \| Abzw. Moussy \| Abzw. Moussy \| \| \| \| Triangle de Vémars \| \| \| \| \| Bahnstrecke Roissy–Picardie (geplant) \| \| \| \| 3,0 \| Abzw. Chennevières \| Abzw. Chennevières \| \| \| \| LGV Nord von Paris-Nord \| \| \| \| 3,2 \| Vemars (Betriebsgleis östlich) \| Vemars (Betriebsgleis östlich) \| \| \| 5,3 \| Überdeckung Landebahn 09-27 CDG (180 m) \| Überdeckung Landebahn 09-27 CDG (180 m) \| \| \| 5,6 \| Überdeckung Taxiway Q (50 m) \| Überdeckung Taxiway Q (50 m) \| \| \| 5,7 \| Überdeckung Taxiway B (50 m) \| Überdeckung Taxiway B (50 m) \| \| \| 6,5 \| PRCI de Roissy \| PRCI de Roissy \| \| \| 6,6 \| Überdeckung Aéroport Charles-de-Gaulle (2233 m) \| Überdeckung Aéroport Charles-de-Gaulle (2233 m) \| \| \| \| RER B von Paris Gare du Nord \| \| \| \| 7,5 \| Aéroport Charles-de-Gaulle 2 TGV \| Aéroport Charles-de-Gaulle 2 TGV \| \| \| \| CDG Express (im Bau) \| \| \| \| 8,8 \| \| \| \| \| 10,8 \| RN 2 (65 m) \| RN 2 (65 m) \| \| \| 13,8 \| Bahnstrecke La Plaine–Hirson \| Bahnstrecke La Plaine–Hirson \| \| \| 18,8 \| Abzw. Messy \| Abzw. Messy \| \| \| 20,5 \| LGV Est européenne Paris–Strasbourg \| LGV Est européenne Paris–Strasbourg \| \| \| 21,2 \| Viaducs sur le canal de l'Ourcq (290 m) \| Viaducs sur le canal de l'Ourcq (290 m) \| \| \| 23,0 \| Abzw. Jablines \| Abzw. Jablines \| \| \| 24,3 \| Viaduc de la Marne (Marne) \| Viaduc de la Marne (Marne) \| \| \| 26,0 \| PRCI de Jablines (Betriebsgleis östlich) \| PRCI de Jablines (Betriebsgleis östlich) \| \| \| 27,1 \| Überdeckung de Chalifert (225 m) \| Überdeckung de Chalifert (225 m) \| \| \| 27,3 \| Viaduc de Chalifert (1175 m) \| Viaduc de Chalifert (1175 m) \| \| \| \| Bahnstrecke Paris–Straßburg \| \| \| \| \| Canal de Meaux à Chalifert \| \| \| \| 28,5 \| \| \| \| \| 31,0 \| Überdeckung Marne la Vallée (687 m) \| Überdeckung Marne la Vallée (687 m) \| \| \| 31,3 \| Marne-la-Vallée - Chessy \| Marne-la-Vallée - Chessy \| \| \| \| \| \| \| \| \| RER A von Paris-Gare-de-Lyon \| \| \| \| 32,x \| Überdeckung Val d'Europe (300 m) \| Überdeckung Val d'Europe (300 m) \| \| \| 35,5 \| A4 (105 m) \| A4 (105 m) \| \| \| 43,9 \| PRCI de Neufmoutiers-en-Brie \| PRCI de Neufmoutiers-en-Brie \| \| \| 47,1 \| Abzw. Tournan (nur für Unterhalt) \| Abzw. Tournan (nur für Unterhalt) \| \| \| 47,2 \| Bahnstrecke Gretz-Armainvilliers–Sézanne \| Bahnstrecke Gretz-Armainvilliers–Sézanne \| \| \| \| Zugsicherungssystem Levelwechsel von TVM 430 zu TVM 300 bzw. umgekehrt. \| \| \| \| 51,3 \| Bahnstrecke Paris–Mulhouse \| Bahnstrecke Paris–Mulhouse \| \| \| \| Nordzweig (Coubert–Vémars) \| \| \| \| 51,3 \| Triangle de Coubert; Abzw. Presles \| Triangle de Coubert; Abzw. Presles \| \| \| 56,8 21,5 \| Abzw. Chevry-Cossigny \| Abzw. Chevry-Cossigny \| \| \| 26,7 \| Abzw. Solers \| Abzw. Solers \| \| \| \| Südzweig (Coubert–Moisenay) \| \| \| \| 28,6 \| PRCI de Champ Deuil (Betriebsgleis östlich) \| PRCI de Champ Deuil (Betriebsgleis östlich) \| \| \| 29,8 \| Yerres (70 m) \| Yerres (70 m) \| \| \| \| Bahnstrecke Paris-Bastille–Marles-en-Brie \| \| \| \| 37,1 \| A5 (175 m) \| A5 (175 m) \| \| \| 39,4 \| Abzw. Moisenay (Crisenoy); LGV Sud-Est von Combs-la-Ville \| Abzw. Moisenay (Crisenoy); LGV Sud-Est von Combs-la-Ville \| \| \| \| LGV Sud-Est nach Lyon \| \| \| \| \| Westzweig (Créteil–Coubert) \| \| \| \| 21,1 \| PRCI de Chevry-Cossigny (Betriebsgleis nördlich) \| PRCI de Chevry-Cossigny (Betriebsgleis nördlich) \| \| \| \| Bahnstrecke Paris-Bastille–Marles-en-Brie \| \| \| \| 10,5 \| Réveillon \| Réveillon \| \| \| 10,4 \| Überdeckung Villecresnes (2860 m) \| Überdeckung Villecresnes (2860 m) \| \| \| 7,6 \| \| \| \| \| 7,2 \| PRCI de Yerres \| PRCI de Yerres \| \| \| 5,9 \| Tunnel de Limeil-Brévannes (1668 m) \| Tunnel de Limeil-Brévannes (1668 m) \| \| \| 4,2 \| \| \| \| \| 4,2 \| Systemtrennstelle 25 kV, 50 Hz ≈ / 1,5 kV = \| Systemtrennstelle 25 kV, 50 Hz ≈ / 1,5 kV = \| \| \| 4,0 \| Abzw. Yerres; Verbindungsstrecke Valenton \| Abzw. Yerres; Verbindungsstrecke Valenton \| \| \| 3,1 \| Grande Ceinture (zur LGV Atlantique) \| Grande Ceinture (zur LGV Atlantique) \| \| \| 0,0 \| Abzw. Créteil; Strecke Paris–Marseille von Dijon \| Abzw. Créteil; Strecke Paris–Marseille von Dijon \| \| \| \| Bahnstrecke Paris–Marseille nach Paris \| \| |                                                     |                                                                         |                                                                         |
| Strecke |                                                     | LGV Nord von Lille/Calais-Fréthun                                       | LGV Nord von Lille/Calais-Fréthun                                       |
| Abzweig geradeaus und nach links · Strecke von rechts | 14,1 0,0                                            | Abzw. Moussy                                                            | Abzw. Moussy                                                            |
| Strecke · Strecke |                                                     | Triangle de Vémars                                                      | Triangle de Vémars                                                      |
| Kreuzung geradeaus unten (Querstrecke außer Betrieb) · Abzweig geradeaus und ehemals von rechts |                                                     | Bahnstrecke Roissy–Picardie (geplant)                                   | Bahnstrecke Roissy–Picardie (geplant)                                   |
| Abzweig geradeaus und von links · Abzweig geradeaus und von rechts | 3,0                                                 | Abzw. Chennevières                                                      | Abzw. Chennevières                                                      |
| Strecke · Strecke |                                                     | LGV Nord von Paris-Nord                                                 | LGV Nord von Paris-Nord                                                 |
| Blockstelle | 3,2                                                 | Vemars (Betriebsgleis östlich)                                          | Vemars (Betriebsgleis östlich)                                          |
| Tunnel | 5,3                                                 | Überdeckung Landebahn 09-27 CDG (180 m)                                 | Überdeckung Landebahn 09-27 CDG (180 m)                                 |
| Tunnel | 5,6                                                 | Überdeckung Taxiway Q (50 m)                                            | Überdeckung Taxiway Q (50 m)                                            |
| Tunnel | 5,7                                                 | Überdeckung Taxiway B (50 m)                                            | Überdeckung Taxiway B (50 m)                                            |
| Überleitstelle / Spurwechsel | 6,5                                                 | PRCI de Roissy                                                          | PRCI de Roissy                                                          |
| Tunnelanfang | 6,6                                                 | Überdeckung Aéroport Charles-de-Gaulle (2233 m)                         | Überdeckung Aéroport Charles-de-Gaulle (2233 m)                         |
| Strecke von rechts (im Tunnel) · Strecke (im Tunnel) |                                                     | RER B von Paris Gare du Nord                                            | RER B von Paris Gare du Nord                                            |
| Bahnhof (im Tunnel) · Bahnhof (im Tunnel) | 7,5                                                 | Aéroport Charles-de-Gaulle 2 TGV                                        | Aéroport Charles-de-Gaulle 2 TGV                                        |
| Strecke (außer Betrieb) (im Tunnel) · Strecke (im Tunnel) |                                                     | CDG Express (im Bau)                                                    | CDG Express (im Bau)                                                    |
| Tunnelende (Strecke außer Betrieb) · Tunnelende | 8,8                                                 |                                                                         |                                                                         |
| Brücke (Strecke außer Betrieb) · Brücke | 10,8                                                | RN 2 (65 m)                                                             | RN 2 (65 m)                                                             |
| Abzweig quer und ehemals nach rechts · Kreuzung geradeaus oben | 13,8                                                | Bahnstrecke La Plaine–Hirson                                            | Bahnstrecke La Plaine–Hirson                                            |
| Abzweig geradeaus und nach links · Strecke von rechts | 18,8                                                | Abzw. Messy                                                             | Abzw. Messy                                                             |
| Kreuzung geradeaus unten · Abzweig quer, nach links und von links | 20,5                                                | LGV Est européenne Paris–Strasbourg                                     | LGV Est européenne Paris–Strasbourg                                     |
| Brücke über Wasserlauf · Brücke über Wasserlauf | 21,2                                                | Viaducs sur le canal de l'Ourcq (290 m)                                 | Viaducs sur le canal de l'Ourcq (290 m)                                 |
| Abzweig geradeaus und von links · Strecke nach rechts | 23,0                                                | Abzw. Jablines                                                          | Abzw. Jablines                                                          |
| Brücke über Wasserlauf | 24,3                                                | Viaduc de la Marne (Marne)                                              | Viaduc de la Marne (Marne)                                              |
| Überleitstelle / Spurwechsel | 26,0                                                | PRCI de Jablines (Betriebsgleis östlich)                                | PRCI de Jablines (Betriebsgleis östlich)                                |
| Tunnel | 27,1                                                | Überdeckung de Chalifert (225 m)                                        | Überdeckung de Chalifert (225 m)                                        |
| Strecke Anfang Hochstrecke | 27,3                                                | Viaduc de Chalifert (1175 m)                                            | Viaduc de Chalifert (1175 m)                                            |
| Kreuzung |                                                     | Bahnstrecke Paris–Straßburg                                             | Bahnstrecke Paris–Straßburg                                             |
| |                                                     | Canal de Meaux à Chalifert                                              |                                                                         |
| Strecke Ende Hochstrecke | 28,5                                                |                                                                         |                                                                         |
| Tunnelanfang | 31,0                                                | Überdeckung Marne la Vallée (687 m)                                     | Überdeckung Marne la Vallée (687 m)                                     |
| Kopfbahnhof Streckenanfang (im Tunnel) · Bahnhof (im Tunnel) | 31,3                                                | Marne-la-Vallée - Chessy                                                | Marne-la-Vallée - Chessy                                                |
| Tunnelende · Tunnelende |                                                     |                                                                         |                                                                         |
| Strecke nach rechts · Strecke |                                                     | RER A von Paris-Gare-de-Lyon                                            | RER A von Paris-Gare-de-Lyon                                            |
| Tunnel | 32,x                                                | Überdeckung Val d'Europe (300 m)                                        | Überdeckung Val d'Europe (300 m)                                        |
| Brücke | 35,5                                                | A4 (105 m)                                                              | A4 (105 m)                                                              |
| Überleitstelle / Spurwechsel | 43,9                                                | PRCI de Neufmoutiers-en-Brie                                            | PRCI de Neufmoutiers-en-Brie                                            |
| Strecke von links · Abzweig geradeaus und nach rechts | 47,1                                                | Abzw. Tournan (nur für Unterhalt)                                       | Abzw. Tournan (nur für Unterhalt)                                       |
| Abzweig quer und nach rechts · Kreuzung geradeaus oben | 47,2                                                | Bahnstrecke Gretz-Armainvilliers–Sézanne                                | Bahnstrecke Gretz-Armainvilliers–Sézanne                                |
| Grenze (im Tunnel) |                                                     | Zugsicherungssystem Levelwechsel von TVM 430 zu TVM 300 bzw. umgekehrt. | Zugsicherungssystem Levelwechsel von TVM 430 zu TVM 300 bzw. umgekehrt. |
| Kreuzung geradeaus unten | 51,3                                                | Bahnstrecke Paris–Mulhouse                                              | Bahnstrecke Paris–Mulhouse                                              |
| Strecke |                                                     | Nordzweig (Coubert–Vémars)                                              | Nordzweig (Coubert–Vémars)                                              |
| Strecke nach halbrechts und von halblinks · Strecke nach halblinks und von halbrechts | 51,3                                                | Triangle de Coubert; Abzw. Presles                                      | Triangle de Coubert; Abzw. Presles                                      |
| Abzweig geradeaus und von links · Strecke nach halblinks und von rechts · Strecke | 56,8 21,5                                           | Abzw. Chevry-Cossigny                                                   | Abzw. Chevry-Cossigny                                                   |
| Strecke · Abzweig geradeaus und von halbrechts | 26,7                                                | Abzw. Solers                                                            | Abzw. Solers                                                            |
| Strecke |                                                     | Südzweig (Coubert–Moisenay)                                             | Südzweig (Coubert–Moisenay)                                             |
| Überleitstelle / Spurwechsel | 28,6                                                | PRCI de Champ Deuil (Betriebsgleis östlich)                             | PRCI de Champ Deuil (Betriebsgleis östlich)                             |
| Brücke über Wasserlauf | 29,8                                                | Yerres (70 m)                                                           | Yerres (70 m)                                                           |
| Kreuzung (Querstrecke außer Betrieb) |                                                     | Bahnstrecke Paris-Bastille–Marles-en-Brie                               | Bahnstrecke Paris-Bastille–Marles-en-Brie                               |
| Brücke | 37,1                                                | A5 (175 m)                                                              | A5 (175 m)                                                              |
| Abzweig geradeaus und von rechts | 39,4                                                | Abzw. Moisenay (Crisenoy); LGV Sud-Est von Combs-la-Ville               | Abzw. Moisenay (Crisenoy); LGV Sud-Est von Combs-la-Ville               |
| Strecke |                                                     | LGV Sud-Est nach Lyon                                                   | LGV Sud-Est nach Lyon                                                   |
| Strecke |                                                     | Westzweig (Créteil–Coubert)                                             | Westzweig (Créteil–Coubert)                                             |
| Überleitstelle / Spurwechsel | 21,1                                                | PRCI de Chevry-Cossigny (Betriebsgleis nördlich)                        | PRCI de Chevry-Cossigny (Betriebsgleis nördlich)                        |
| Kreuzung (Querstrecke außer Betrieb) |                                                     | Bahnstrecke Paris-Bastille–Marles-en-Brie                               | Bahnstrecke Paris-Bastille–Marles-en-Brie                               |
| Brücke über Wasserlauf | 10,5                                                | Réveillon                                                               | Réveillon                                                               |
| Tunnelanfang | 10,4                                                | Überdeckung Villecresnes (2860 m)                                       | Überdeckung Villecresnes (2860 m)                                       |
| Tunnelende | 7,6                                                 |                                                                         |                                                                         |
| Überleitstelle / Spurwechsel | 7,2                                                 | PRCI de Yerres                                                          | PRCI de Yerres                                                          |
| Tunnelanfang | 5,9                                                 | Tunnel de Limeil-Brévannes (1668 m)                                     | Tunnel de Limeil-Brévannes (1668 m)                                     |
| Tunnelende | 4,2                                                 |                                                                         |                                                                         |
| Grenze | 4,2                                                 | Systemtrennstelle 25 kV, 50 Hz ≈ / 1,5 kV =                             | Systemtrennstelle 25 kV, 50 Hz ≈ / 1,5 kV =                             |
| Abzweig geradeaus und nach halblinks | 4,0                                                 | Abzw. Yerres; Verbindungsstrecke Valenton                               | Abzw. Yerres; Verbindungsstrecke Valenton                               |
| Kreuzung geradeaus oben · Abzweig quer und von halbrechts | 3,1                                                 | Grande Ceinture (zur LGV Atlantique)                                    | Grande Ceinture (zur LGV Atlantique)                                    |
| Abzweig geradeaus und von links | 0,0                                                 | Abzw. Créteil; Strecke Paris–Marseille von Dijon                        | Abzw. Créteil; Strecke Paris–Marseille von Dijon                        |
| Strecke |                                                     | Bahnstrecke Paris–Marseille nach Paris                                  | Bahnstrecke Paris–Marseille nach Paris                                  |

Die LGV Interconnexion Est, kurz für Ligne à grande vitesse Interconnexion Est, ist eine Schnellfahrstrecke in Frankreich. Sie ist 57 km lang und wurde am 29. Mai 1994 eröffnet. Die Strecke umfährt den Großraum von Paris im Osten und stellte bei ihrer Eröffnung eine Verbindung zwischen der LGV Nord und der LGV Sud-Est her.
Später kam bei deren Bau noch eine Verknüpfung mit der LGV Est européenne hinzu, die nur in Richtung Strasbourg und nicht in Richtung Paris Est möglich ist. Über Altbaustrecken wird auch die LGV Atlantique angebunden.
Dadurch ist es für TGV-Züge möglich, von einer Schnellfahrstrecke auf die andere zu gelangen, beispielsweise für die TGV-Verbindungen zwischen Bordeaux und Strasbourg.
Die Strecke ist im Norden mit dem französischen Zugsicherungssystem TVM 430, sowie ab kurz nach dem Abzweig nach Tournan mit TVM 300 für die LGV nach Lyon ausgestattet. Der Wechsel der Zugsicherung kann bei bis zu 270 km/h während der Fahrt erfolgen.

## Strecke

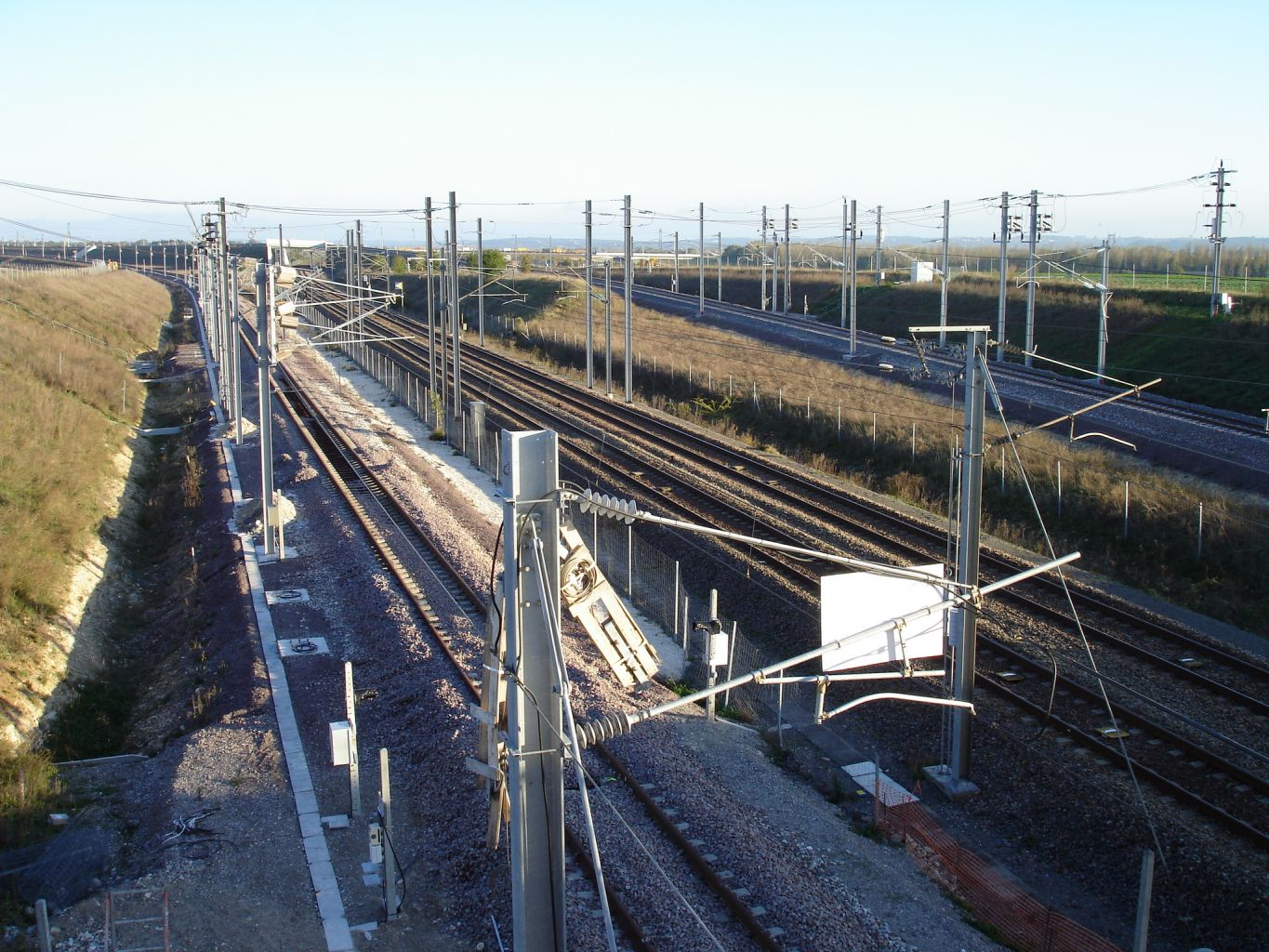
Verbindung zur LGV Est européenne

Die Strecke besteht aus zwei Segmenten, die am Verzweigungsdreieck bei Coubert aufeinandertreffen.
Das westliche Segment führt nach Valenton in Richtung Paris und zur LGV Atlantique.
Das südliche Segment trifft bei Moisenay auf die LGV Sud-Est.
Das Hauptsegment führt in Richtung Norden und trifft bei Vémars auf die LGV Nord. Bei Tournan-en-Brie besteht eine Verbindung für Bauzüge an die Strecke Bahnstrecke Gretz-Armainvilliers–Sézanne.
Weiter nördlich erschließt der Bahnhof Marne-la-Vallée - Chessy die Satellitenstadt Marne-la-Vallée und das Disneyland Resort Paris; hier kann auch auf die S-Bahnlinie RER A umgestiegen werden.
In der Nähe von Claye-Souilly gibt es zwei Verbindungen, die es Zügen aus dem Süden und dem Norden erlauben, auf die LGV Est européenne zu wechseln. Die Verbindungen gingen im Juni 2007 in Betrieb.
Der Flughafen Paris-Charles de Gaulle wird durch den unterirdischen Bahnhof Aéroport Charles-de-Gaulle 2 TGV erschlossen; dieser ist Endstation eines Zweigs der S-Bahnlinie RER B. Wenig nördlich davon trifft die Strecke bei Vémars auf die LGV Nord.

### Streckenverlauf
Nördlich des Flughafens Paris-Charles-de-Gaulle fädelt die Ostumfahrung von Paris von der LGV Nord im Triangle de Vémars aus. Von und nach Lille kann hier auf den Gleisen 220 km/h gefahren werden (220 km/h aufgrund von Weichen ohne bewegliches Herzstück, alle Weichen über 220 km/h brauchen in Frankreich ein bewegliches Herzstück), in der Kurve nach Paris Nord sind nur 80 km/h möglich.
Anschließend unterfährt sie das Flughafengelände (Bahnhof Aéroport Charles-de-Gaulle 2 TGV) und wendet sich unmittelbar südlich davon zur Umfahrung des Plateau de l’Aunoy ostwärts, wo bei Claye-Souilly eine Verknüpfung mit der LGV Est européenne besteht.
Nach dem Bogen hinter dem Flughafentunnel erhöht sich die Höchstgeschwindigkeit bis zum Ende der Strecke auf 270 km/h.
Die Verknüpfung zur LGV Est européene kann im Nordbogen vom Flughafen mit 170 km/h und im Südbogen nach Marne mit 230 km/h befahren werden.
Das Marnetal wird bei Jablines überbrückt, und südwestlich von Esbly die Bahnstrecke Paris–Strasbourg sowie der Canal de Meaux à Chalifert über ihren jeweiligen Tunnels durch einen schmalen Geländerücken in einer Flussschleife überquert.
Wenige Kilometer weiter im Süden wird Disneyland Paris mit dem Bahnhof Marne-la-Vallée - Chessy erschlossen.
In der Landschaft der Brie bei Presles-en-Brie im Triangle de Coubert wird die Verzweigung zur LGV Sud-Est hergestellt: Bei Moisenay, nach Überfahren der Yerres, fädelt sie in die LGV Sud-Est aus Combs-la-Ville kommend ein.
Kurz hinter dem Abzweig zur Wartungsbasis nach Tournan geschieht der Wechsel von TVM 430 zu TVM 300 in Richtung Lyon und in der Richtung Lille geschieht an dieser Stelle der Wechsel von TVM 300 zu TVM 430.
Ab der Verzweigung auf die beiden Äste der LGV nach Paris und Lyon wird die Höchstgeschwindigkeit auf 220 km/h reduziert.
Der westliche Zweig ab dem Triangle de Coubert führt über Brie-Comte-Robert nordwestlich hinunter ins Seinetal in den Bereich des Verschiebebahnhofs von Valenton. Dort besteht die Verknüpfung mit der Ringbahn Ligne de la grande ceinture de Paris, und darüber weiter westlich mit dem Bahnhof Massy TGV sowie der LGV Atlantique. Gleichzeitig kommt man von der LGV Interconnexion im Bahnhof Valenton aus direkt Richtung Nordkopf des Rangierbahnhofs Villeneuve zur Bahnstrecke Paris–Marseille Richtung Bahnhof Paris-Gare-de-Lyon.

## Ausblick
Die geplante Bahnstrecke Roissy–Picardie soll ab 2026 eine Verbindung zwischen der LGV Interconnexion Est und der Bahnstrecke Paris–Lille herstellen. Diese soll die Erschließung des Flughafens Paris-Charles-de-Gaulle von der Picardie aus deutlich verbessern. Hierfür ist der Umbau des Bahnhofs Aéroport Charles-de-Gaulle 2 TGV mit dem Bau eines neuen Bahnsteigs geplant.
Hierbei ist vorgesehen die beiden Durchgangsgleise ohne Bahnsteig in der Mitte des Bahnhofs zu opfern und dafür hier ein Gleis mit Bahnsteig für die Züge aus dem Norden einzubauen. Den Planfeststellungsunterlagen ist zu entnehmen, dass das neue Gleis mit maximal 80 km/h befahren werden soll. Somit wäre dann die Höchstgeschwindigkeit für durchfahrende Züge im gesamten Bahnhof bei 80 km/h.
Aktuell wird zwischen dem Bahnhof Aéroport Charles-de-Gaulle 2 TGV und der Querung der Bahnstrecke La Plaine-Hirson die Gleise für den CDG-Express gebaut, um dort zukünftig einen Express zwischen dem Flughafen und Paris Est anzubieten, die Eröffnung ist aktuell für 2027 vorgesehen.